# Albin Fries
Albin Fries (* 18. Juni 1955 in Steyr, Oberösterreich) ist ein österreichischer Pianist und Komponist.

## Leben
Fries studierte Musikpädagogik und das Konzertfach Klavier bei Alexander Jenner an der Wiener Musikhochschule, außerdem absolvierte er einen Meisterkurs bei Jorge Bolet. 1977 gewann er den Österreichischen Jugend-Kompositionswettbewerb und 1981 erhielt er den Talentförderungspreis für Musik des Landes Oberösterreich.
1979–1986 konzertierte er als Pianist, u. a. im Wiener Musikverein und Brucknerhaus Linz (Tschaikowski-Klavierkonzert unter Franz Welser-Möst).
1982 erhielt Fries Kompositionsunterricht von Leonard Bernstein. In New York City studierte er bei Sascha Gorodnitzki. Nach Wien zurückgekehrt wurde er Korrepetitor und Studienleiter an der Wiener Staatsoper, außerdem Lehrer an der Universität für Musik und darstellende Kunst Wien. Musikalischer Assistent von Lorin Maazel und Claudio Abbado bei den Salzburger Festspielen, von Sir Georg Solti für Plattenaufnahmen. Zusammenarbeit u. a. mit Carlos Kleiber, Nikolaus Harnoncourt, Seiji Ozawa, Semyon Bychkov, Giuseppe Sinopoli, Horst Stein, Daniel Barenboim und Zubin Mehta.
Nach einer mehr als 20-jährigen Schaffenspause entstanden 2005 wieder Kompositionen. In rascher Folge erschienen mehrere Liederzyklen, tonale Kammermusik- und Klavierwerke, von der musikalischen Sprache der Spätromantik geprägt. 2010/11 entstand die dreiaktige Oper Nora, mit der Fries 2018 einen internationalen Kompositionswettbewerb gewann.
Seine Lieder wurden von einer Reihe namhafter Künstler gesungen, so von Elisabeth Kulman, Angelika Kirchschlager, Ildiko Raimondi, Camilla Nylund und Margarita Gritskova.
Von der Direktion der Wiener Staatsoper erhielt Fries einen Kompositionsauftrag für eine romantische Märchenoper Persinette für junges Publikum basierend auf dem Gebrüder-Grimm-Märchen Rapunzel, die mit großem Erfolg am 21. Dezember 2019 im Großen Haus der Wiener Staatsoper uraufgeführt wurde.
Durch eine Diphtherie-Erkrankung in der frühen Kindheit leidet Fries an einer Innenohr-Schwerhörigkeit, durch die im Laufe seines Lebens sein Hörvermögen auf weniger als 20 % sank. 2020 musste er das Komponieren endgültig aufgeben, da er höhere Frequenzen nicht mehr hören konnte.
Fries arbeitet seit 1990 auch als Naturwissenschaftler. Unter seinem bürgerlichen Namen Gerhard Schlüsslmayr verfasste er 3 Fachbücher über Bryophyten (Moose), herausgegeben vom Landesmuseum Linz, entdeckte und beschrieb 2 neue Moosarten. Seit 2016 widmet er sich der Erforschung der Fliegenfauna Österreichs, entdeckte und beschrieb 3 neue Fliegenarten. Seit 2023 arbeitet er am Naturhistorischen Museum Wien als Assoziierter Wissenschaftler (Abteilung Zoologie).
Fries ist Vater zweier Kinder und seit 2018 mit der russischen Sängerin Margarita Gritskova liiert.

## Ehrungen und Auszeichnungen
- Am 12. März 2015 wurde ihm vom österreichischen Bundespräsidenten Heinz Fischer der Titel „Prof. h.c.“ verliehen.
- Mehrfacher Preisträger beim Internationalen Rachmaninow-Kompositionswettbewerb 2016
- 1. Preis Bartok Opera Composition Competition 2018 für seine Oper NORA. Uraufführung im Juni 2019 in Miskolc (Ungarn).

## Werke
- Traumreigen – Liederzyklus für Sopran und Klavier Op. 1
- Herzensspiegel – Liederzyklus für Sopran und Klavier Op. 2
- Streichquartett Nr. 1 in d-moll Op. 3
- Gezeiten der Liebe – Liederzyklus für Sopran und Klavier Op. 4
- Erzählungen für Klavier – Legende Op. 5, Ballade Nr. 1 Op. 6, Ballade Nr. 2 op. 11
- Streichquartett Nr. 2 in D-Dur „In der Natur“ Op. 7
- Stifteriana – 7 Bilder für Violine und Klavier nach Adalbert Stifters „Hochwald“ Op. 8
- Trio für Klavier, Violine und Viola in A-dur Op. 9
- Quintett für 2 Violinen, Viola, Violoncello und Klavier in h-moll Op. 10
- Herbstbilder. 5 Impressionen aus den Alpen für Klavier Op. 12 – Ein Sonnenaufgang im Gebirge, See im Morgennebel, Am Bach, Hallstätter See, Schneetreiben
- Epiphania für Klavier Op. 13
- Die Geburt der Liebe für Klavier Op. 14
- Jardin d´hiver – 4 musikalische Gewächse für Klavier Op. 15
- Trois Jours a la Campagne – Suite für Klavier 4-händig Op. 16
- 3 Klavierstücke Op. 17 – Prelude 1, Nocturne, Prelude 2
- Sonate für Violine und Klavier „Frühling“ Op. 18
- Sonate für Oboe und Klavier „Sommer“ Op. 19
- Sonate für Horn und Klavier „Herbst“ Op. 20
- Die Träume der Ruinen – 3 Elegien für Englischhorn und Klavier Op. 21
- Quintett für Violine, Viola, Violoncello, Kontrabaß und Klavier in e-moll Op. 22
- 2 Legenden für Flöte, Englischhorn und Klavier Op. 23
- Legende Nr. 2 für Klavier Op. 23a
- 5 Lieder für Singstimme und Klavier Op. 24
- Trio für Violine, Violoncello und Klavier in F-dur Op. 26
- 4 Lieder nach Texten von Hugo von Hofmannsthal Op. 27
- Quintett für 2 Violinen, Viola und 2 Violoncelli mit Sopransolo Op. 28
- 5 Lieder nach Texten von Gottfried Keller Op. 29
- Nora – Oper in 3 Akten nach einem Libretto von Miriam Mollard Op. 30
- Symphonische Suite aus der Oper Nora Op. 30a
- 3 Lieder nach Texten von Hermann Hesse Op. 31
- Via sacra – 5 geistliche Stücke für Sopran- und Altsolo, Frauenchor und Orchester Op. 32
- 5 Lieder Op. 33
- Piano Sonata Nr. 1 Op. 34
- Tizian – Konzertoper in 1 Akt. Text von Hugo von Hofmannsthal Op. 35
- 5 Lieder Op. 36
- 8 Eichendorff-Lieder Op. 37
- 12 Lieder nach Stefan Zweigs Silbernen Saiten Op. 38
- Im alten Parke von Stefan Zweig für hohe Stimme, Klarinette und Klavier Op. 39
- Sonate für Tenorposaune und Klavier Op. 40
- Sonate für Bassposaune und Klavier Op. 41
- Quartett für Violine, Viola, Violoncello und Klavier Op. 42
- Lieder Op. 43
- Piano Sonata Nr. 2 Op. 44
- Waldszenen für Klavier Op. 45
- Persinette, Kinderoper